# Laudio (stacja kolejowa)
Laudio (hiszp. Estación de Llodio, bask: Laudioko geltokia) – stacja kolejowa w miejscowości Eibar, w prowincji Araba, we wspólnocie autonomicznej Kraj Basków, w Hiszpanii. jest częścią linii C-3 Renfe Cercanías Bilbao. obsługuje również pociągi dalekobieżne.

## Położenie
Znajduje się w km 227,5 linii Castejón – Bilbao, na wysokości 125 m.

## Historia
Stacja została otwarta 1 marca 1863 wraz z otwarciem odcinka Bilbao-Orduña linii kolejowej z Castejón do Bilbao. Prace były prowadzone przez Compañía del Ferrocarril de Tudela a Bilbao utworzonego w 1857. Początkowo wybudowano jedynie przystanek kolejowy, a stację obsługującą pociągi parowe wybudowano w Areta. W 1878 stała się częścią Norte, które na zlecenie architekta José Enrique Marrero Regalado wybudowało nową stację niedaleko od przystanku. Prace rozpoczęły się w 1929 roku i ukończone w 1931. Norte zarządzało stacją do 1941 roku, kiedy to w wyniku nacjonalizacji kolei w Hiszpanii utworzono RENFE.
Od 31 grudnia 2004 Renfe działa linię podczas ADIF jest właścicielem obiektów kolejowych.

## Połączenia
Stacja jest obsługiwana przez pociągi linii 1 EuskoTren pomiędzy Bilbao i San Sebastián.

## Linie kolejowe
- Castejón – Bilbao